# All's Well That Ends Well (Chiodos)
All's Well That Ends Well è il primo album completo (o full-lentght) della band Chiodos, pubblicato su Equal Vision Records nel 2005. Sono stati girati video per le tracce One Day All Women Will Become Monsters, The Words 'Best Friend' Become Redefined e Baby, You Wouldn't Last a Minute on the Creek.

## Tracce
1. Prelude – 0:48
2. All Nereids Beware – 4:05
3. One Day All Women Will Become Monsters – 3:32
4. Expired in Goreville – 2:55
5. Baby, You Wouldn't Last A Minute on the Creek – 4:40
6. The Words 'Best Friend' Become Redefined – 3:36
7. Interlude Pt 1 – 0:59
8. There's No Penguins in Alaska – 4:33
9. Interlude Pt 2 – 1:16
10. We're Gonna Have Us a Champagne Jam – 4:19
11. No Hardcore Dancing in the Living Room – 5:09
12. Who's Sandie Jenkins? – 1:59
13. To Trixie and Reptile, Thanks for Everything – 4:17

Tracce Bonus sulla Ristampa
1. Baby, You Wouldn't Last a Minute on the Creek (Acoustic) – 4:39
2. Queen of Diamonds (Live/Acoustic/Demo) – 2:17
3. Lindsay Quit Lollygagging (Acoustic) – 3:57

### DVD allegato alla Ristampa
Live At The Metro - Chicago
- There's No Penguins In Alaska
- Baby, You Wouldn't Last A Minute on the Creek

Live At Bamboozle - New Jersey
- The Words 'Best Friend' Become Redefined
- All Nereids Beware

Live At The Chain Reaction - California
- To Trixie And Reptile, Thanks For Everything (Acoustic)

Home Movies
- On Tour With Chiodos
- Recording 'Lindsay Quit Lollygagging'

Video
- Baby, You Wouldn't Last A Minute On The Creek

## Citazioni shakespeariane
Il disco contiene diverse citazioni da opere di William Shakespeare: il titolo stesso è tratto dalla commedia Tutto è bene quel che finisce bene, di Shakespeare.
Altre citazioni sono contenute nelle canzoni: One Day Women Will All Become Monsters è un riferimento alla tragedia Re Lear, sempre di Shakespeare. Gran parte del testo e il titolo della canzone stesso sono praticamente ripresi parola per parola dalla tragedia stessa.
Il ritornello della canzone There's No Penguins In Alaska è preso dal quinto sonetto di Shakespeare. Infine la frase star-crossed lovers dalla canzone Expired In Goreville è tratta dalla tragedia Romeo e Giulietta.